# Siusi allo Sciliar
Siusi allo Sciliar (Seis am Schlern in tedesco) è una frazione del comune italiano di Castelrotto, in provincia autonoma di Bolzano. Situato ai piedi dello Sciliar, a 1004 m s.l.m., il paese dà il proprio nome all'Alpe di Siusi, l'alpe più grande d'Europa.

## Luoghi di interesse
Nel paese sono presenti tre chiese significative: una, la più antica, è la chiesa di Santa Maria Ausiliatrice, che risale al XVII secolo, l'altra, la più grande, è la chiesa di Santa Croce (Heilig-Kreuz-Kirche), situata nella piazza Oswald von Wolkenstein. Il paese ospita inoltre la chiesa di San Valentino (St.-Valentins-Kirche).
Nel suo territorio si trovano i ruderi di Castel Hauenstein (che furono la dimora di Oswald von Wolkenstein), Castel Salego e Castel Aichach nonché il sito preistorico Rungger Egg, luogo di importanti rinvenimenti dell'Età del ferro.
Abitato già in epoca preistorica, come testimoniano diversi ritrovamenti, porta ancora tracce di fortificazioni romane. Numerosi e interessanti i ruderi dei castelli medioevali, le dimore e gli antichi manieri del XVII e XVIII secolo. Nei suoi sentieri si incontrano le tante chiesette, cappelle, torri, masi e crocefissi posti lungo i sentieri, e conferiscono una nota del tutto particolare alla zona che invita ad approfondire l'originale storia di queste strutture e di coloro che hanno contribuito alla loro costruzione.

## Economia
L'economia del paese è basata sul turismo collegato alle attività escursionistiche in estate e agli sport invernali.

## Infrastrutture e trasporti
L'abitato è collegato ai paesi vicini: linee di autobus per la Val Gardena, Bolzano e Bressanone.
Inoltre dal 2002, è operativa una moderna cabinovia che porta all'Alpe di Siusi, prima raggiungibile soltanto in autobus o con mezzi propri.

## Sport
Siusi ha una lunga storia come località turistica alpina. Oltre agli sport invernali, praticati da dicembre a marzo, e agli sport escursionistici (trekking e alpinismo). Va segnalato che nella vicina frazione di San Vigilio (Comune di Castelrotto), c'è un campo da golf a diciotto buche.

## Galleria d'immagini

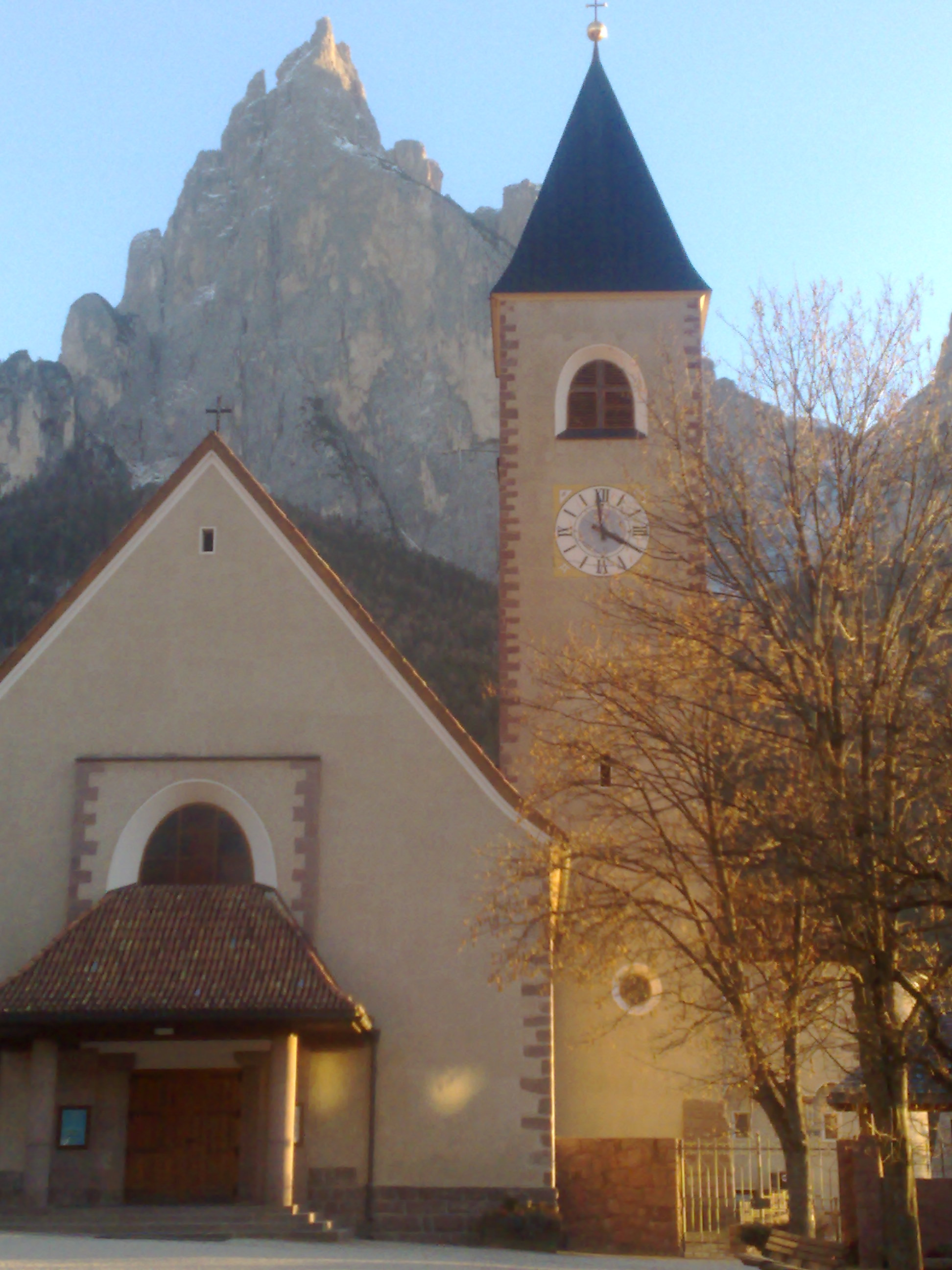
La chiesa principale di Siusi
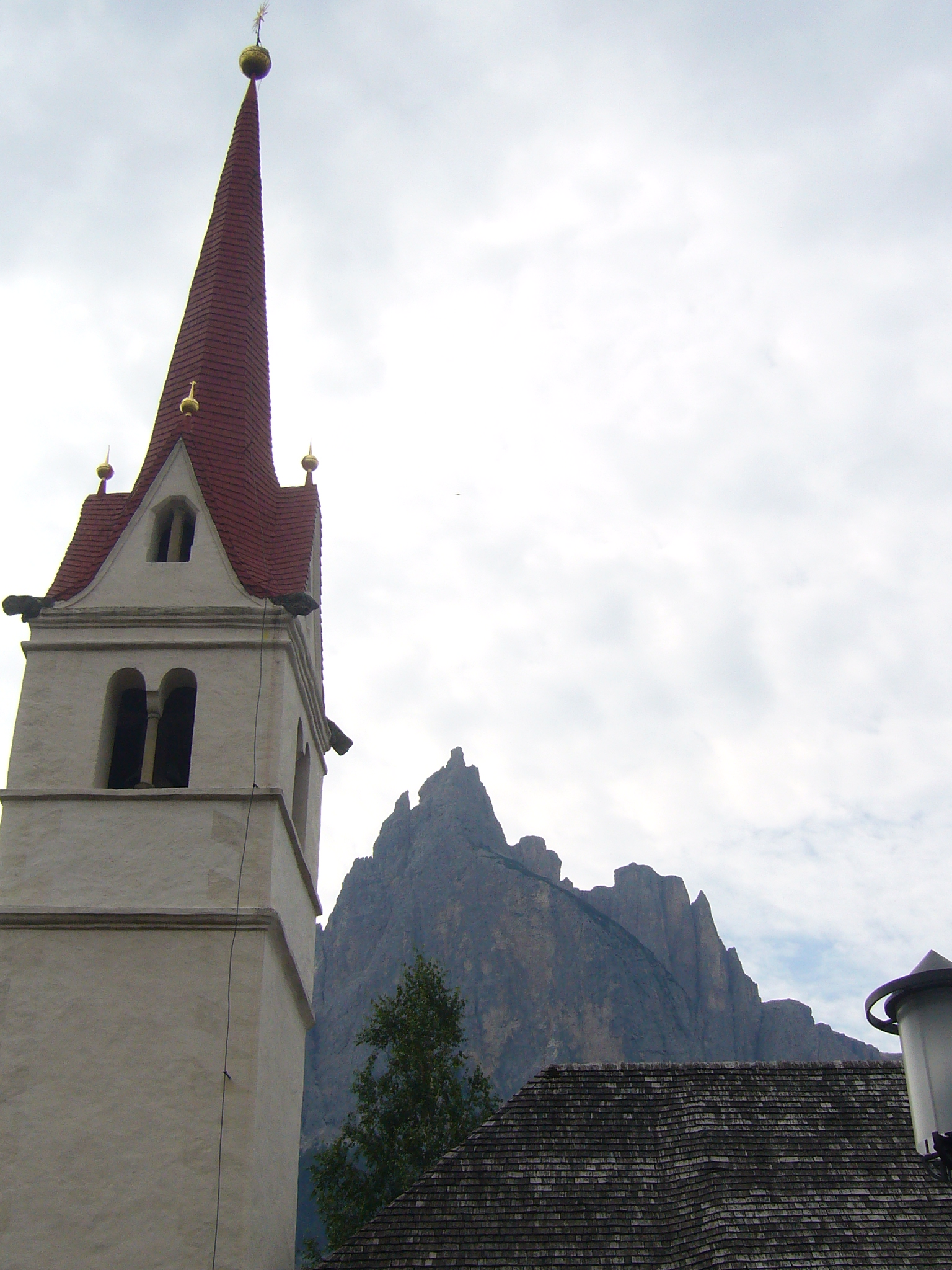
Il campanile della chiesa di Santa Maria Ausiliatrice
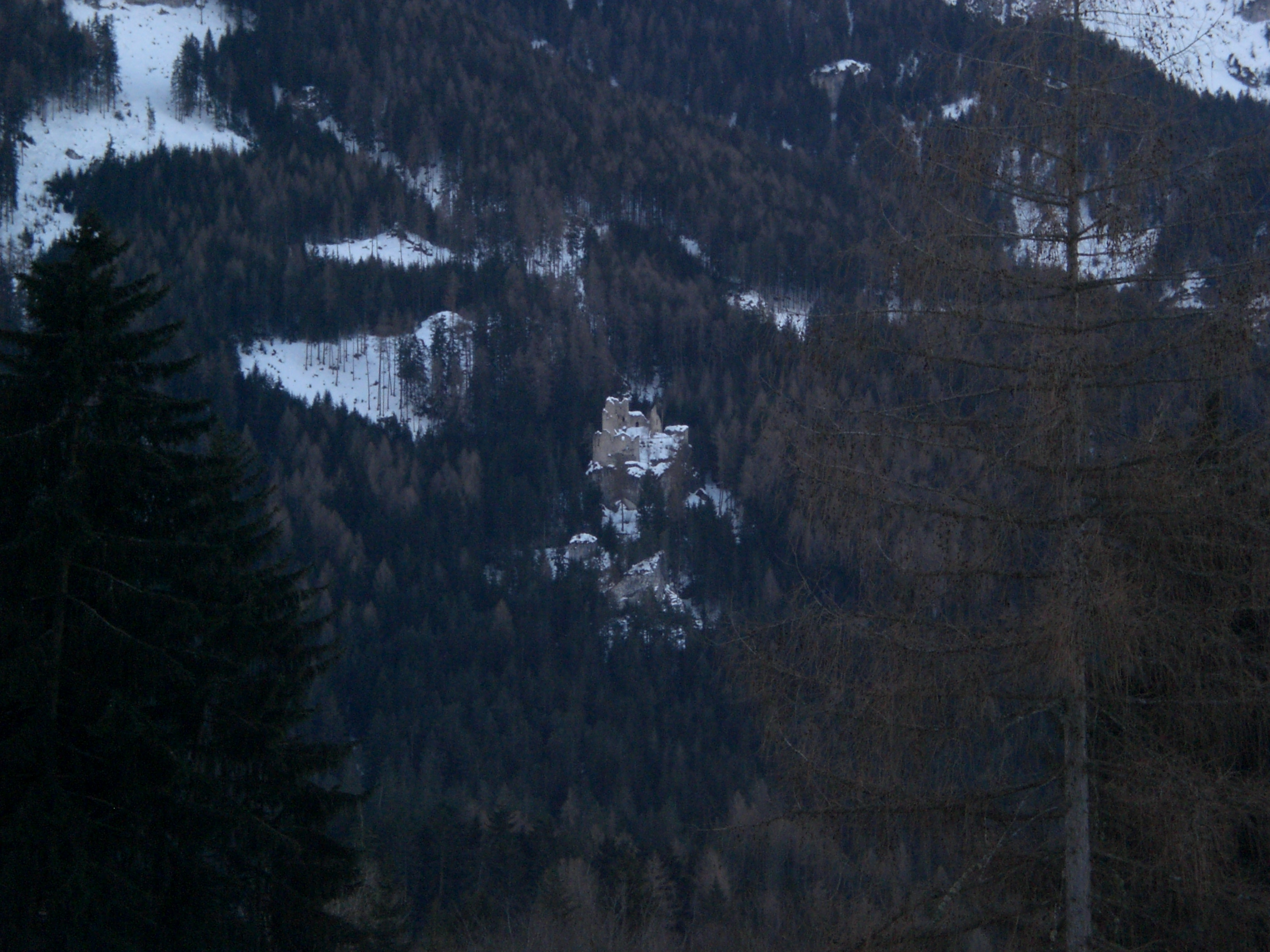
Ruderi di Castel Hauenstein
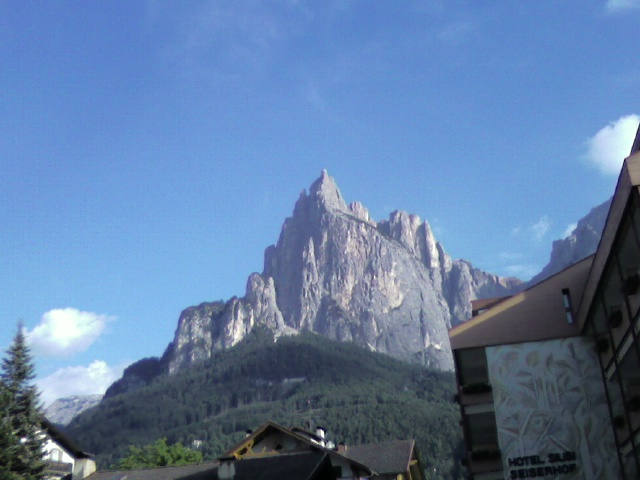
Lo Sciliar da Siusi
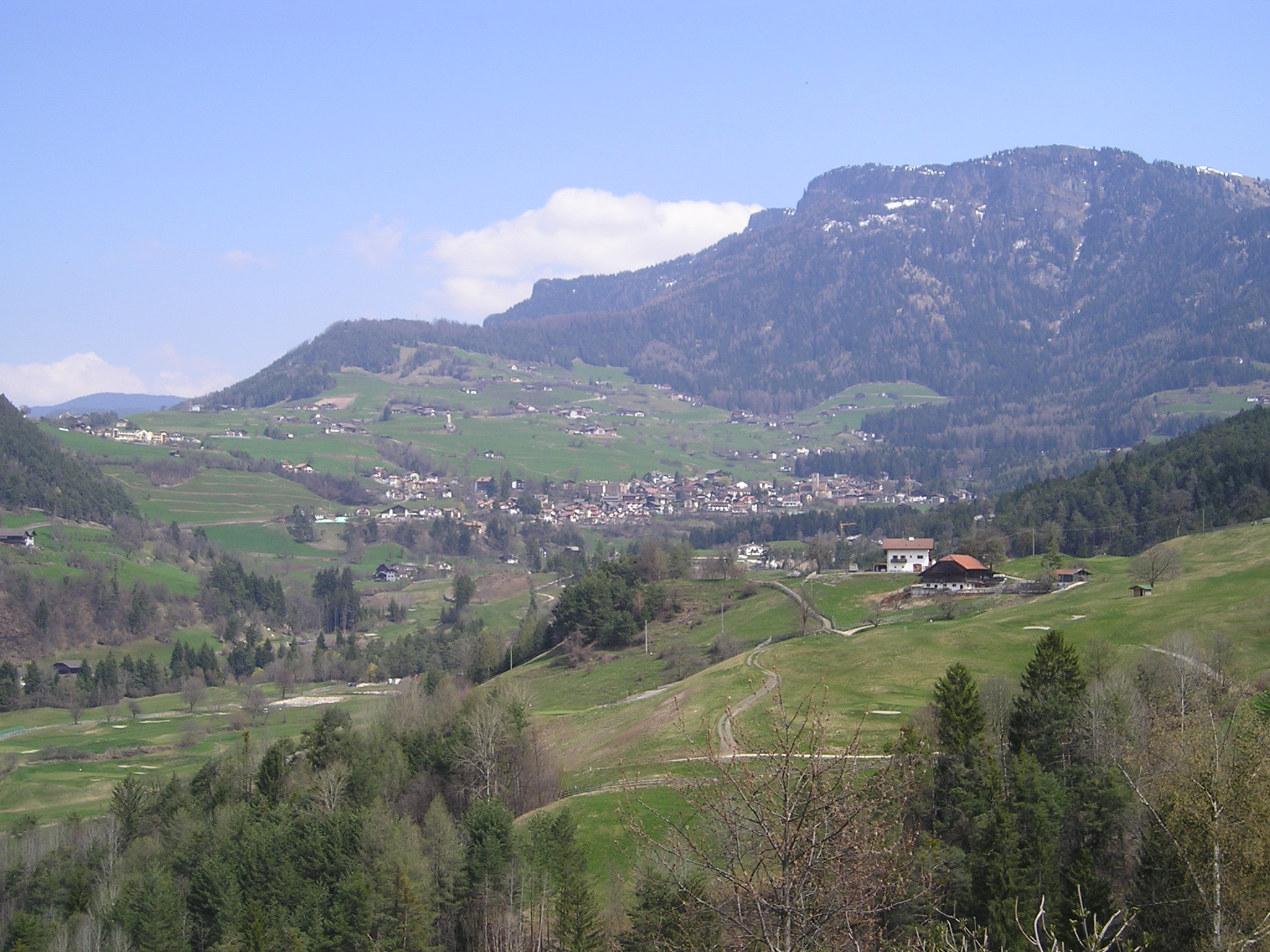
Siusi vista da San Costantino
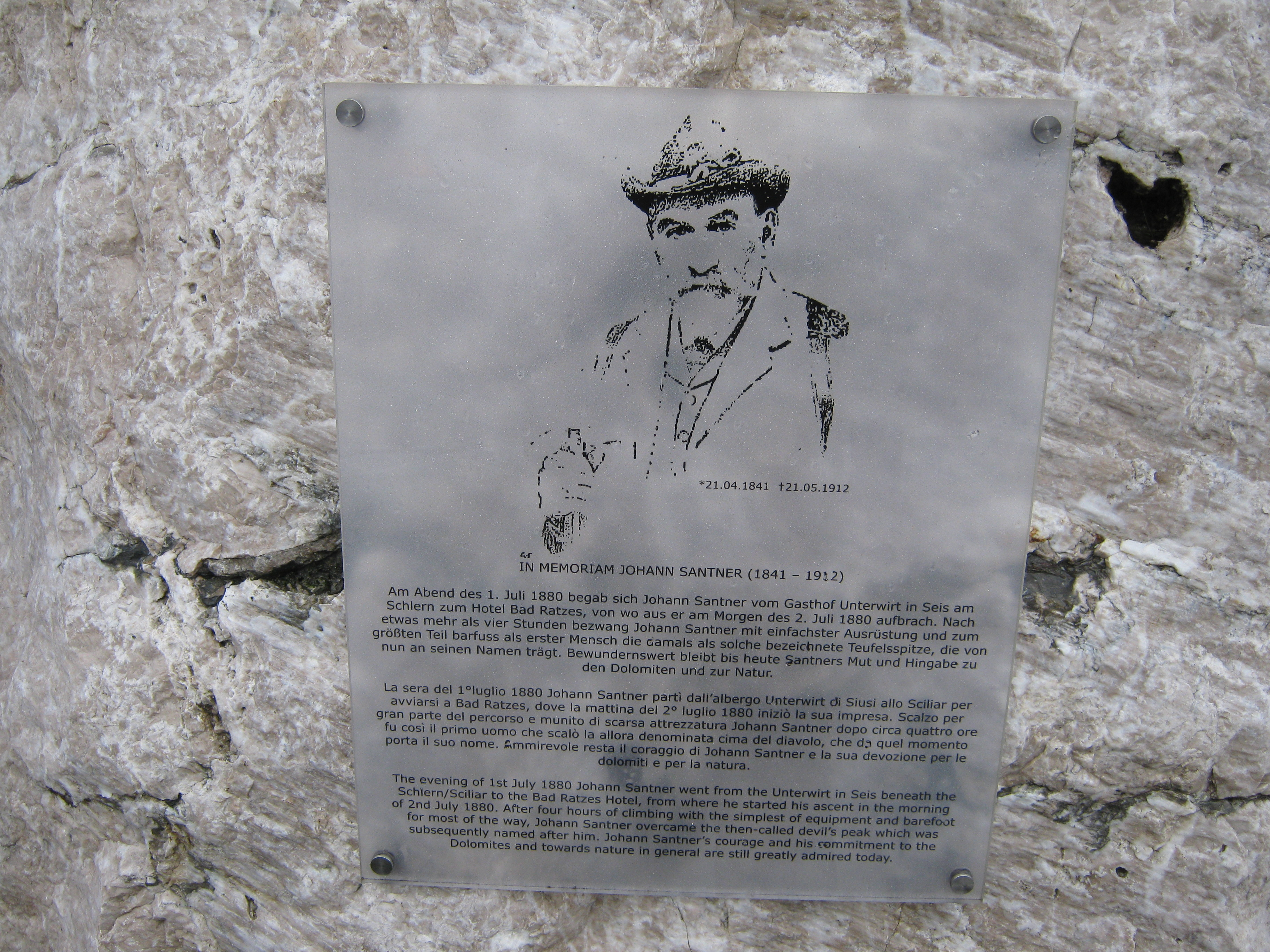
Monumento a Johann Santner a Siusi
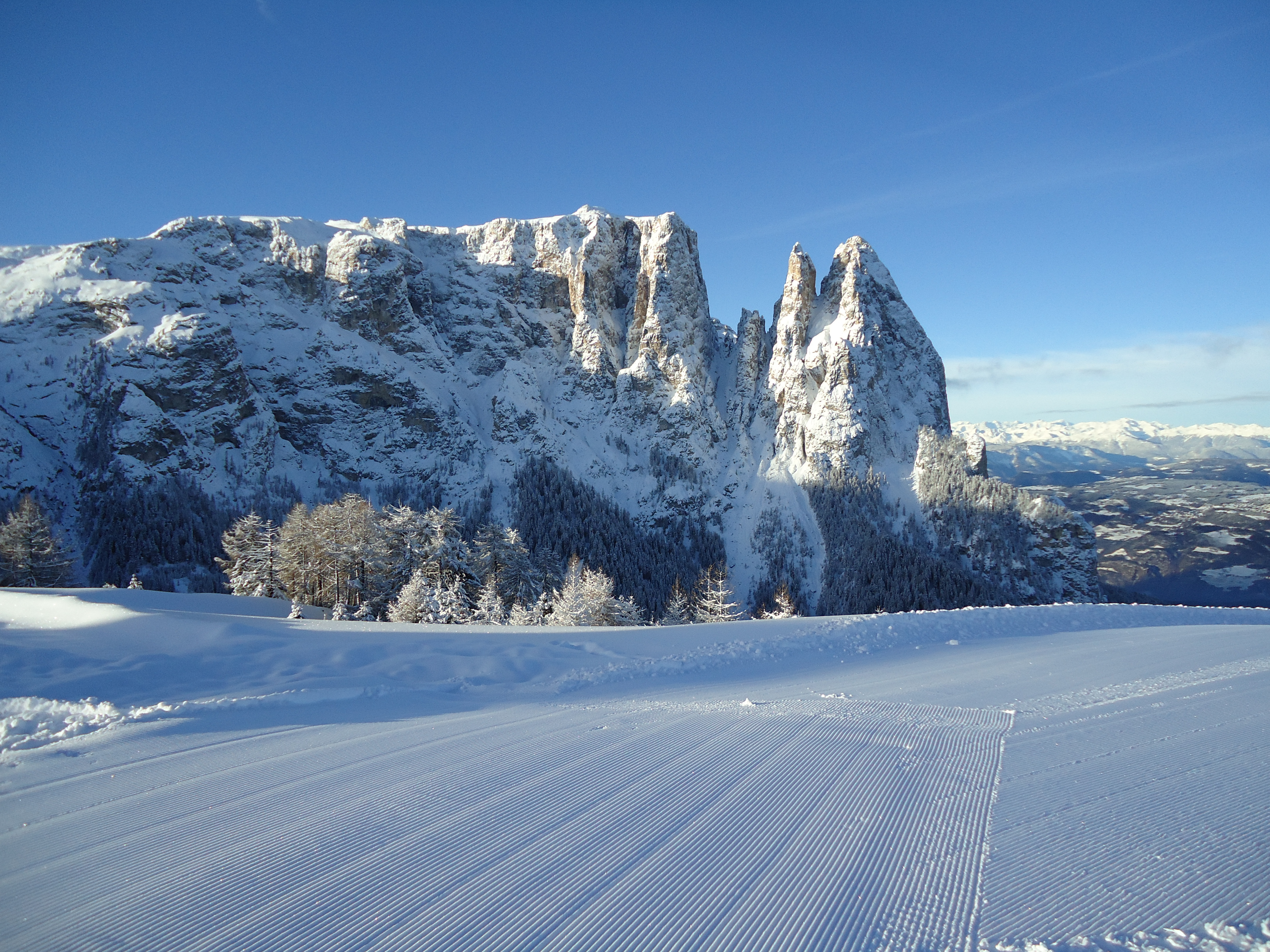
Panorama